# Oos (Baden-Baden)
Oos is een historisch stadsdeel van de Duitse stad Baden-Baden en werd vernoemd naar de gelijknamige rivier. Tot 1928 was Oos een zelfstandige gemeente.

## Geschiedenis
Oos werd al vernoemd in documenten uit 1245. In de middeleeuwen werd de nederzetting voornamelijk bestuurd door het klooster van Lichtental en de markgraven van Baden. In 1634 versloeg de katholieke markgraaf Willem van Baden-Baden zijn protestantse neef uit Durlach en de Zweedse bezettingstroepen in een veldslag nabij Oos en maakte zo een einde aan de buitenlandse overheersing tijdens de Dertigjarige Oorlog.
In 1844 kreeg Oos een eigen treinstation. Van daaruit werden reizigers via paardenbussen naar Baden-Baden vervoerd. Later kwam er ook een aftakking tot Baden-Baden, maar deze werd gesloten in 1977 waardoor Oos het enige treinstation is van Baden-Baden.
In 1910 werd in Oos de eerste hangar voor vliegtuigen in gebruik genomen, wat toen wereldnieuws was. Na het Verdrag van Versailles werd de hanger geveild om gesloopt te worden. De plaatselijke luchthaven ontwikkelde zich na de Tweede Wereldoorlog tot een druk commercieel vliegveld. Na de komst van de Luchthaven Karlsruhe/Baden-Baden verloor de luchthaven van Oos aan belang.